# Ga Hwagok
Ga Hwagok (Tiếng Hàn: 화곡역, Hanja: 禾谷驛) là ga trên Tàu điện ngầm vùng thủ đô Seoul tuyến 5.

## Bố trí ga
| Ujangsan ↑  |
| E/B W/B \|  |
| ↓ Kkachisan |

| Hướng Tây  | ●Tuyến 5 | ← Hướng đi Banghwa                      |
| Hướng Đông | ●Tuyến 5 | → Hướng đi Hanam Geomdansan · Macheon → |